# Швебоджин
Швебо̀джин (на полски: Świebodzin; на немски: Schwiebus) е град в Западна Полша, Любушко войводство. Административен център е на Швебоджински окръг, както и на градско-селската Швебоджинска община. Заема площ от 16,93 km². Към 2011 година населението му възлиза на 21670 души.

## Забележителности
На 6 ноември 2010 г. в югоизточните покрайнини на града е открита най-голямата в света статуя на Иисус Христос.

## Известни личности
Родени в Швебоджин
- Б. Травен (1882 – 1969), немски писател
- Едвард Дайчак, римокатолически духовник, епископ на Кошалинско-Колобжегската епархия
- Алиция Мария Куберска (1960 – ), полска поетеса